# Dolichamphilius
Dolichamphilius és un gènere de peixos pertanyent a la família dels amfílids i a l'ordre dels siluriformes.

## Etimologia
Dolichamphilius prové dels mots grecs dolichos (llarg o allargat), ammos (sorra) i phílos (estimat, amic).

## Descripció
Temps enrere, aquestes espècies foren ubicades dins del gènere Leptoglanis, però en constatar que diferien de l'espècie tipus -Leptoglanis xenognathus- (com ara, el cos i el peduncle caudal extremadament allargats; les aletes pectorals amb 9-11 radis ramificats en comptes de 8; els radis ramificats més exteriors de les aletes pectorals i pelvianes més allargats i en forma de falç; els maxil·lars superior i inferior amb dents -vs. mandíbula inferior sense dents-, etc.) es va decidir englobar-les en un nou gènere al qual pertanyen a hores d'ara.

## Hàbitat i distribució geogràfica
Són peixos d'aigua dolça, demersals i de clima tropical, els quals viuen a Àfrica: són un endemisme de la conca del riu Congo a les cascades Boyoma (subconca del riu Lualaba a prop de la ciutat de Kisangani) i Malebo Pool a la República Democràtica del Congo.

## Cladograma
| Dolichamphilius (Roberts, 2003) | \| \| Dolichamphilius brieni (Poll, 1959)[10] \| \| \| \| \| \| Dolichamphilius longiceps (Roberts, 2003)[3][11][12] \| \| \| \| |
|                                 | \| \| Dolichamphilius brieni (Poll, 1959)[10] \| \| \| \| \| \| Dolichamphilius longiceps (Roberts, 2003)[3][11][12] \| \| \| \| |
|                                 | Leptoglanis |
|                                 | |
|                                 | Psammphiletria |
|                                 | |
|                                 | Tetracamphilius |
|                                 | |
|                                 | Zaireichthys |
|                                 | |
|                                 | Dolichamphilius brieni (Poll, 1959)                                                                                              |
|                                 | |
|                                 | Dolichamphilius longiceps (Roberts, 2003)                                                                                        |
|                                 | |

|  | Dolichamphilius brieni (Poll, 1959)       |
|  |                                           |
|  | Dolichamphilius longiceps (Roberts, 2003) |
|  |                                           |

## Estat de conservació
Totes dues espècies apareixen a la Llista Vermella de la UICN a causa de llur distribució geogràfica restringida a un sol indret (les cascades Boyoma en el cas de Dolichamphilius longiceps i el llac Malebo Pool en el de Dolichamphilius brieni), la degradació de llur hàbitat, la desforestació (lligada al desenvolupament ferroviari i començada a la dècada del 1900 al llarg del curs inferior del riu Congo), la pesca per al consum humà, la contaminació (com ara, la del plom provinent dels olis de cotxe i del trànsit de vaixells), la urbanització de les ribes del llac Malebo Pool i les aigües residuals. Tot i que encara hi són en gran nombre, la mida general de totes dues espècies és cada vegada més petita.

## Observacions
Llur índex de vulnerabilitat és baix (10 de 100).